# Grímur Hákonarson
Grímur Hákonarson (ur. 8 marca 1977 w Reykjavíku) – islandzki reżyser i scenarzysta filmowy.

## Życiorys
Ukończył reżyserię na FAMU w czeskiej Pradze. Zwrócił na siebie uwagę już wczesnymi filmami krótkometrażowymi, jak Slavek Klozetovy (2004) czy Zapasy (2007).
Uznanie na arenie międzynarodowej zdobył dzięki kameralnemu dramatowi Barany. Islandzka opowieść (2015), który zdobył m.in. nagrodę główną w sekcji „Un Certain Regard” na 68. MFF w Cannes i nominację do Europejskiej Nagrody Filmowej dla najlepszego filmu roku. Była to historia o dwóch skłóconych ze sobą i żyjących na prowincji podstarzałych braciach, których nagle łączy chęć uratowania stada owiec.
Kolejna fabuła Hákonarsona, Daleko od Reykjavíku (2019), miała swoją premierę na MFF w Toronto.